# دوربین دیجیتال

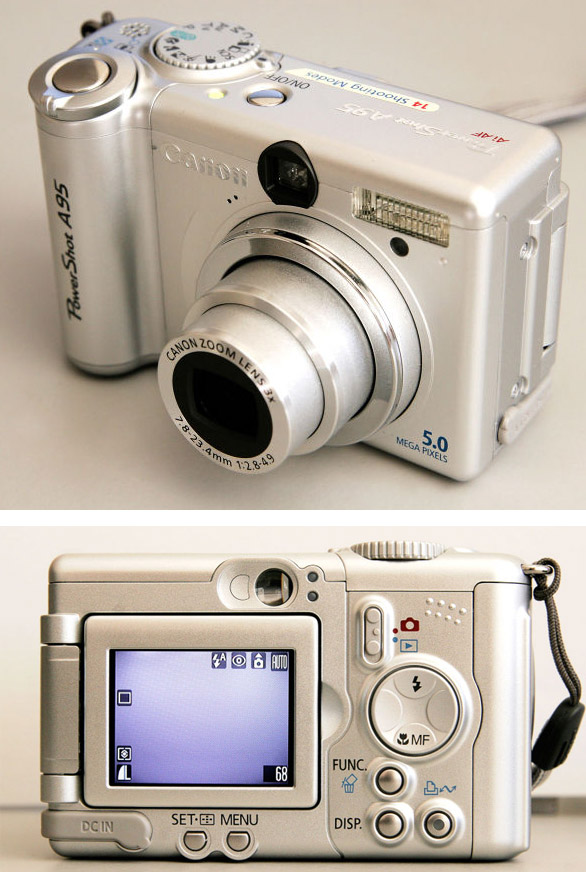
جلو و عقب Canon PowerShot A95، که یک دوربین جمع و جور در اندازه جیبی است.

دوربین دیجیتال، دوربینی است که در حافظه دیجیتال عکس می‌گیرد. امروزه بیشتر دوربین‌های تولید شده دیجیتال هستند و با اینکه هنوز دوربین‌های دیجیتال اختصاصی وجود دارند، امروزه تعداد بیشتری دوربین در دستگاه‌های تلفن همراه هوشمند گنجانده شده‌اند، که می‌توانند، در کنار بسیاری از کارهای دیگر، از دوربین‌های خود برای شروع تماس تصویری زنده و ویرایش و بارگذاری مستقیم تصویر و ارسال آن برای دیگران استفاده کنند. با این حال، دوربین‌های اختصاصی با کیفیت بالا و پیشرفته هنوز هم معمولاً توسط متخصصان و افرادی که مایل به عکسبرداری با کیفیت بالاتر هستند استفاده می‌شود.
دوربین‌های دیجیتال از یک سیستم نوری استفاده می‌کنند، که معمولاً از لنزی با دیافراگم متغیر برای تمرکز نور بر روی دستگاه برداشت تصویر استفاده می‌کنند. دیافراگم و شاتر مقدار صحیح ورود نور به دستگاه برداشت تصویر را تنظیم می‌کنند، دقیقاً مانند دوربین‌های قدیمی که از فیلم استفاده می‌کردند، با این تفاوت که دستگاه برداشت تصویر در این دوربین‌ها، شیمیایی نبوده و دیجیتالی است. اما برخلاف دوربین‌های فیلمی، دوربین‌های دیجیتال می‌توانند بلافاصله پس از ضبط تصاویر، آن را بر روی صفحه نمایش نشان دهند و تصاویر را بر روی حافظه ذخیره یا از آن حذف کنند. بسیاری از دوربین‌های دیجیتال همچنین می‌توانند فیلم‌های متحرک را با صدا ضبط کنند. برخی از دوربین‌های دیجیتال می‌توانند تصاویر را برش بزنند و آن را به هم بچسبانند و سایر ویرایش‌های ابتدایی تصویر را نیز انجام دهند.

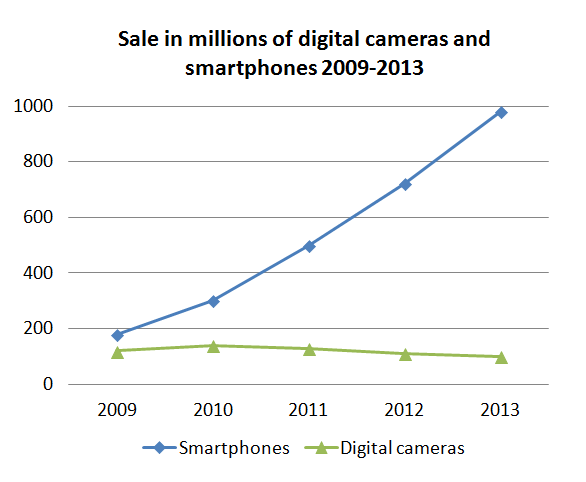
فروش تلفن‌های هوشمند و دوربین‌ها.

فروش دوربین‌های دیجیتال سنتی به دلیل افزایش استفاده از تلفن‌های هوشمند برای عکاسی کاهش یافته‌است، که همچنین امکان دستکاری و به اشتراک گذاری آسان عکس‌ها را با استفاده از برنامه‌ها و سرویس‌های وب ایجاد می‌کند. در مقابل، «دوربین‌های پل» (به انگلیسی: Bridge camera) با عملکردی که اکثر دوربین‌های گوشی هوشمند از جمله زوم اپتیکال و سایر ویژگی‌های پیشرفته فاقد آن هستند، جایگاه خود را حفظ کرده‌اند.

## عملکرد
از لحاظ عملکرد کلی، دوربین‌های دیجیتال بسیار شبیه به دوربین‌های عکاسی دارای فیلم یا غیر دیجیتال می‌باشند. این دوربین‌ها همانند دوربین‌های معمولی دارای یک منظره یاب، لنز برای کانونی کردن تصویر بر روی یک وسیله حساس به نور، وسیله‌ای برای نگهداری و انتقال چند تصویر گرفته شده در دوربین و یک جعبه در بر گیرنده تمام این تجهیزات می‌باشد. در یک دوربین معمولی فیلم حساس به نور تصویر را ذخیره می‌سازد و بعد از عملیات شیمیایی برای نگهداری تصویر از آن استفاده می‌شود. در حالی که در دوربین دیجیتال این کار با استفاده از ترکیبی از فناوری پیشرفته سنسور (حسگر) تصویر و ذخیره در حافظه انجام می‌گیرد و اجازه می‌دهد که تصاویر در شکل دیجیتال ذخیره شوند و به سرعت بدون نیاز به عملیات خاصی (نظیر عملیات شیمیایی بر روی فیلم) در دسترس باشند.

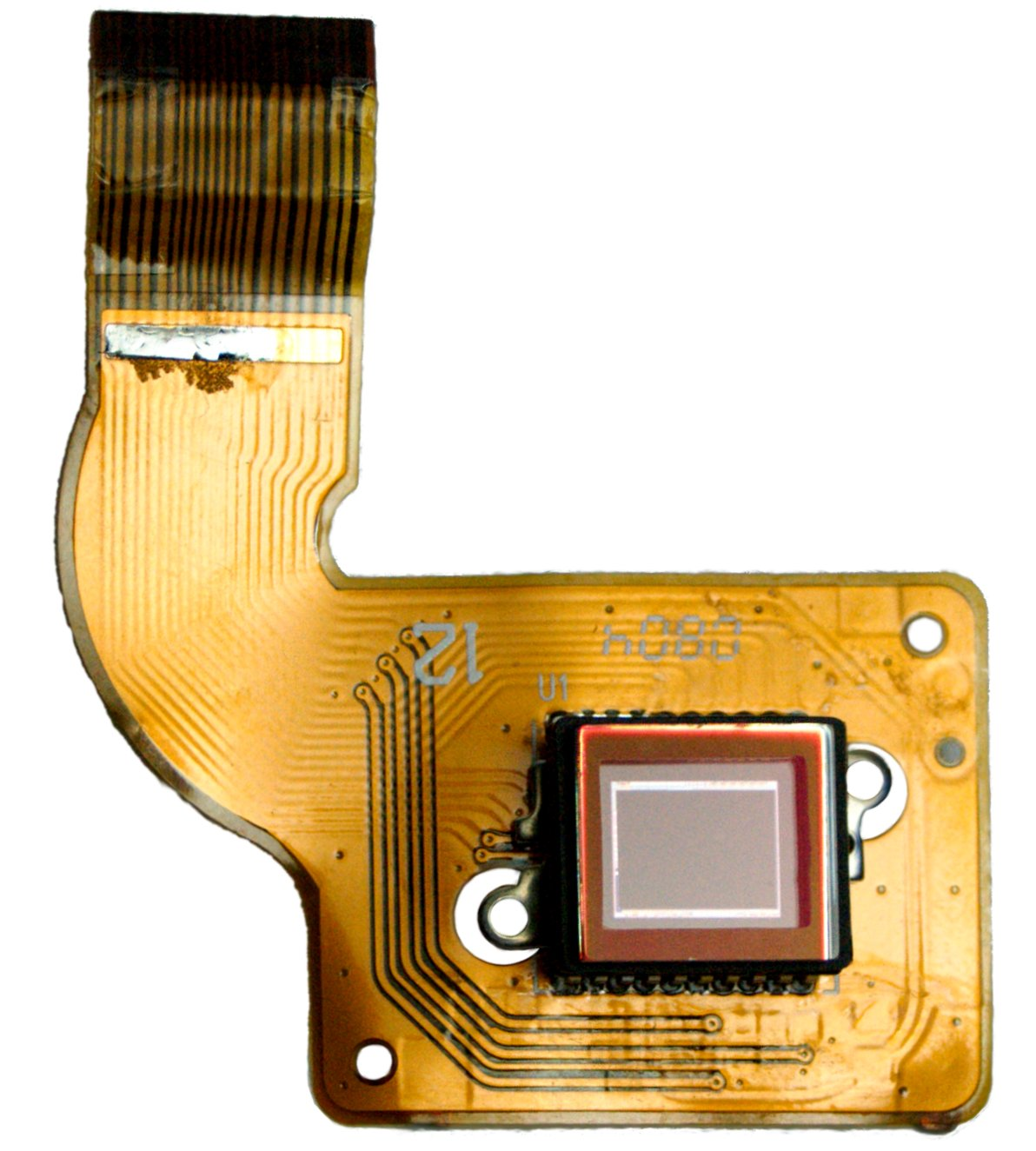
در قلب دوربین‌های دیجیتال یک سنسور CCD یا CMOS قرار دارد.

گرچه اصول کلی این دوربین‌ها شبیه به دوربین‌های فیلمی هستند، نحوه کار داخل این دوربین‌ها کاملاً متفاوت است. در این دوربین‌ها تصویر توسط یک سنسور CCD یا یک CMOS گرفته می‌شود. CCD به صورت ردیف‌ها و ستون‌هایی از سنسورهای نقطه‌ای نور هستند که هر چه تعداد این نقاط بیشتر و فشرده تر باشد، تصویر دارای دقت بالاتری است) هر سنسور نور را به ولتاژی متناسب با درخشندگی نور تبدیل کرده و آن را به بخش تبدیل سیگنالهای آنالوگ به دیجیتال ADC می‌فرستد که در آنجا نوسانات دریافتی از CCD به کدهای مجزای باینری (عددهای مبنای دو به صورت صفر و یک) تبدیل می‌شود. خروجی دیجیتال از ADC به یک پردازنده سیگنال‌های دیجیتال DSP فرستاده می‌شود که کنتراست و جزئیات تصویر در آن تنظیم می‌شود و قبل از فرستادن تصویر به حافظه برای ذخیره تصویر، اطلاعات را به یک فایل فشرده تبدیل می‌کند. هر چه نور درخشنده‌تر باشد، ولتاژ بالاتری تولید شده و در نتیجه پیکسل‌های رایانه‌ای روشن‌تری ایجاد می‌شود. هر چه تعداد این سنسورها که به‌صورت نقطه هستند بیشتر باشد، وضوح تصویر به دست آمده بیشتر است و جزئیات بیشتری از تصویر گرفته می‌شود.

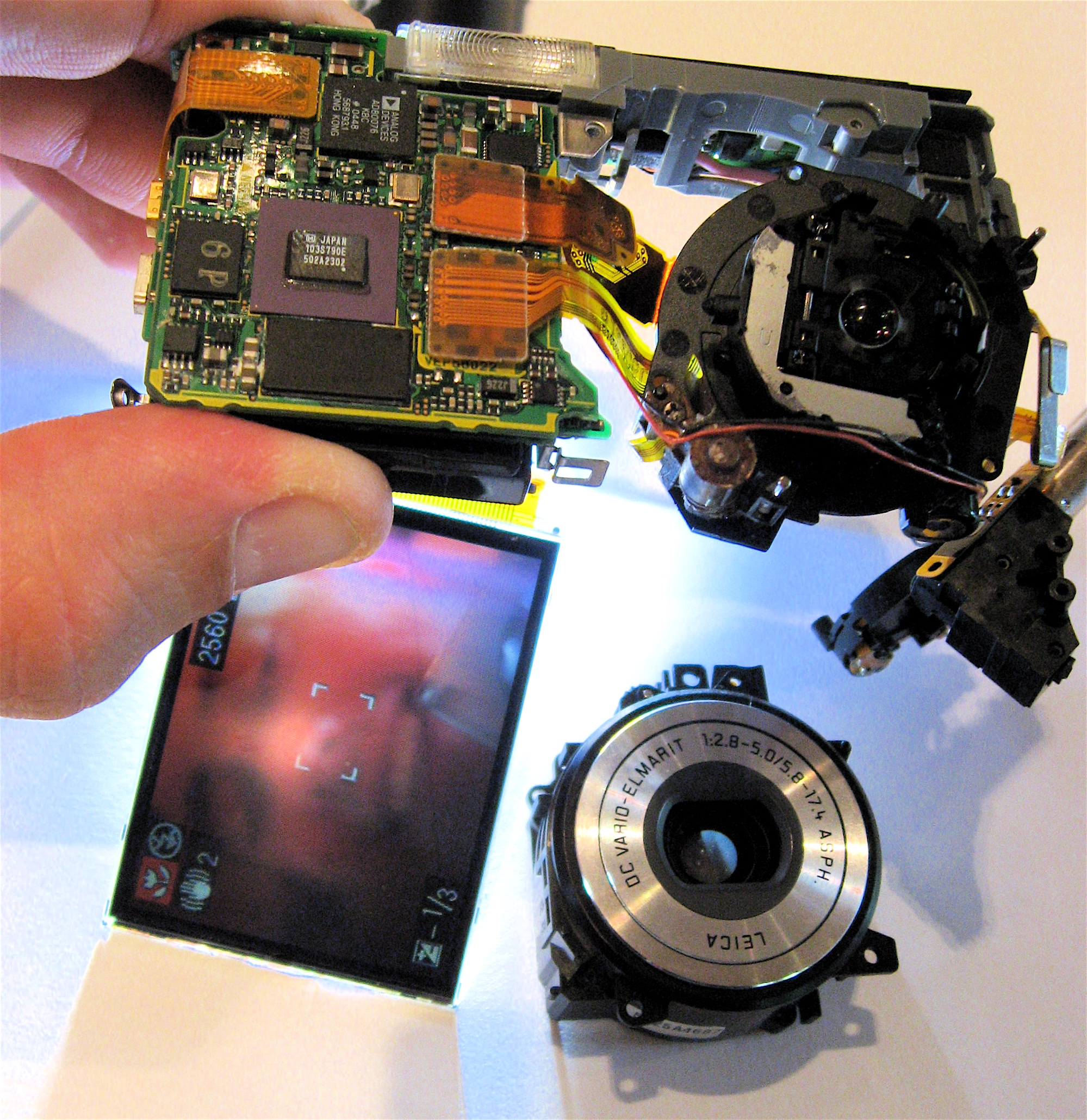
یک دوربین دیجیتال که به صورت جزئی دمونتاژ شده‌است. همان‌طور که مشخص است لنز از روی آن برداشته شده‌است اما سنسور همچنان یک تصویر برداشت کرده‌است.

تمام این پروسه، پروسه‌ای هماهنگ با محیط زیست است. سنسورهای CCD یا CMOS در تمام مدت عمر دوربین در جای خود ثابت بوده و بدون نیاز به تعویض کار می‌کنند. ضمناً به علت عدم وجود قطعات متحرک عمر دوربین بسیار بیشتر می‌شود. سنسور CCD از میلیون‌ها سنسور نوری تشکیل شده‌است و حساسیت به نور آن از سنسورهای CMOS بهتر است. در عوض در سنسور CMOS مصرف انرژی کمتر بوده و مشکل Over Exposure کمتر به وجود می‌آید.
دوربین‌های دیجیتال در بطن کار، از دوربین‌های آنالوگ پیروی می‌کنند، با این تفاوت که در این دوربین‌ها، همان‌طور که از اسمشان نیز برداشت می‌شود، کنترل بخش‌های مختلف از جمله فوکوسر و … به صورت دیجیتالی انجام شده یا در صفحه حساس این دوربین‌ها، سی سی دی و سی ماس، جایگزین فیلم‌های قدیمی شده‌است.

## دریافت و ثبت تصویر در دوربین‌های دیجیتال

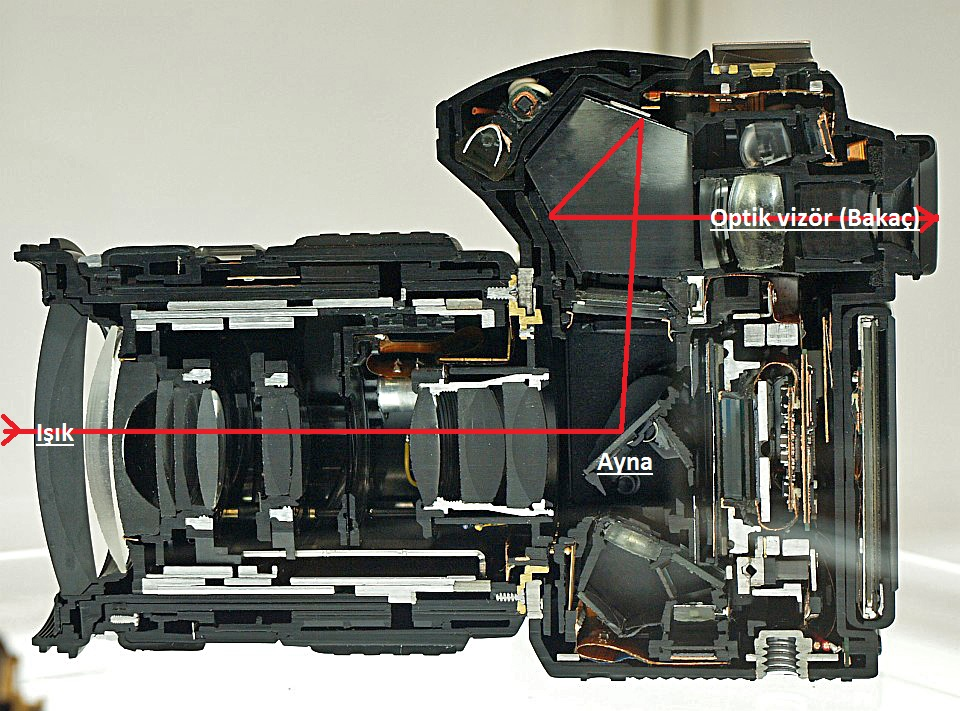
برش جانبی دوربین Olympus E-30 DSLR

صفحه‌های حساس در دوربین‌های دیجیتال حرفه‌ای، ccd یا cmos است که مختصراً به بررسی آن می‌پردازیم.
حسگرهای نوری از هزاران ردیف المان نیمه‌هادی بسیار کوچک و حساس به نور تشکیل شده‌اند که می‌توانند ذرات یا فوتون‌های نور را به بار الکتریکی تبدیل کنند. حال هر چه شدت نور ورودی بیشتر یا کمتر باشد، الکتریسیته ایجاد شده متعاقباً دست‌خوش تغییر می‌شود. جنس این صفحه‌ها اغلب از عناصری از جمله سیلیسیم و ژرمانیوم است.
به‌طور نمونه شرکت کانن در دوربین‌های SLR خود تاکنون تنها از سنسورهای CMOS استفاده کرده‌است، در حالی که شرکت نیکون از هر دو نوع سنسور بهره می‌گیرد.
به‌طور کلی تفاوت کیفی زیادی بین این دو نوع سنسور وجود ندارد اما حسگرهای CMOS کم مصرف تر بوده و در شرایط کم نور و با نوردهی‌های طولانی عملکرد بهتری دارند.
ضمناً از نظر فنی امکان تولید سنسورهای CCD در ابعاد فول فریم (۲۴×۳۶میلیمتر) موجود نیست.

## انواع دوربین‌های دیجیتال

### دوربین دیجیتال تک‌لنزی انعکاسی
دوربین دیجیتال تک‌لنزی بازتابی یا انعکاسی (به انگلیسی: Digital single-lens reflex camera) نوع دیجیتالی دوربین‌های موسوم به SLR که از یک سیستم آینه‌ای مکانیکی و پنتاپریسم برای انتقال نور از لنز به نمایاب نوری در پشت دوربین استفاده می‌شود. از مشخصه‌های این دوربین‌های دیجیتال می‌توان به لنزهای قابل تعویض و نصب فلاشر اشاره نمود.

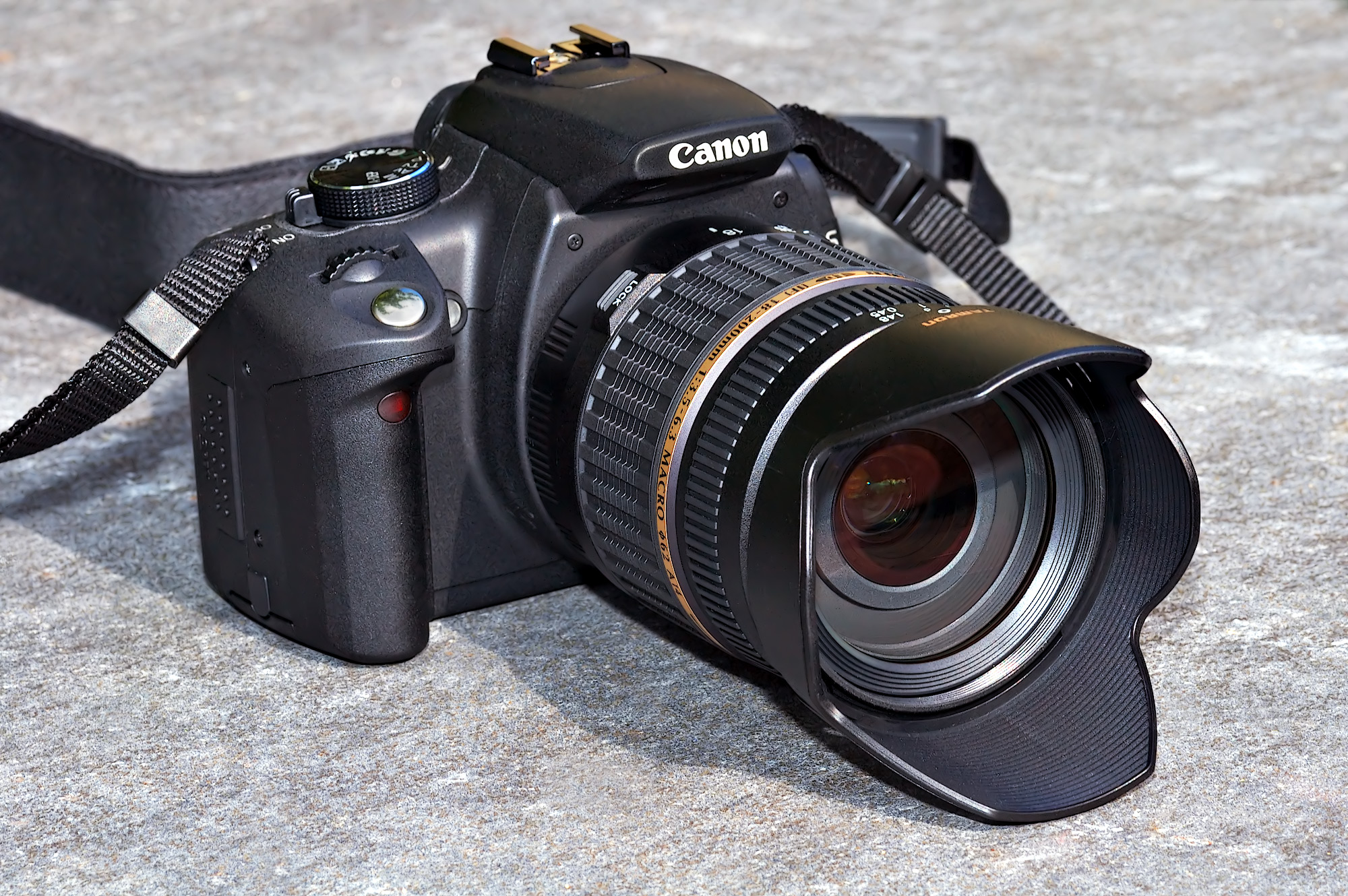
دوربین دیجیتال تک‌لنزی بازتابی

### دوربین‌های کامپکت
دوربین‌های کامپکت (به انگلیسی: Compact Camera) که در ایران به دوربین دیجیتالی نیز شهرت دارد کیفیت تصویر پایین‌تری نسبت به دوربین‌های DSLR دارد. از ویژگی‌های این دوربین‌ها می‌توان به ابعاد کوچک، لنز سرخود و جمع‌شونده و فلاشر داخلی اشاره نمود. این دوربین‌ها قابلیت اضافه شدن تجهیزات جانبی همچون فلاش و لنز را ندارند. این دوربین‌ها بیشتر کارکرد عمومی دارد و در رده اقتصادی طبقه‌بندی می‌شوند. این دوربین‌ها نمایاب ندارند و تمامی ویژگی‌های یک دوربین همچون تنظیم‌فاصله، نوردهی، فوکوس، تعادل رنگ سفید به‌صورت خودکار انجام می‌شود.

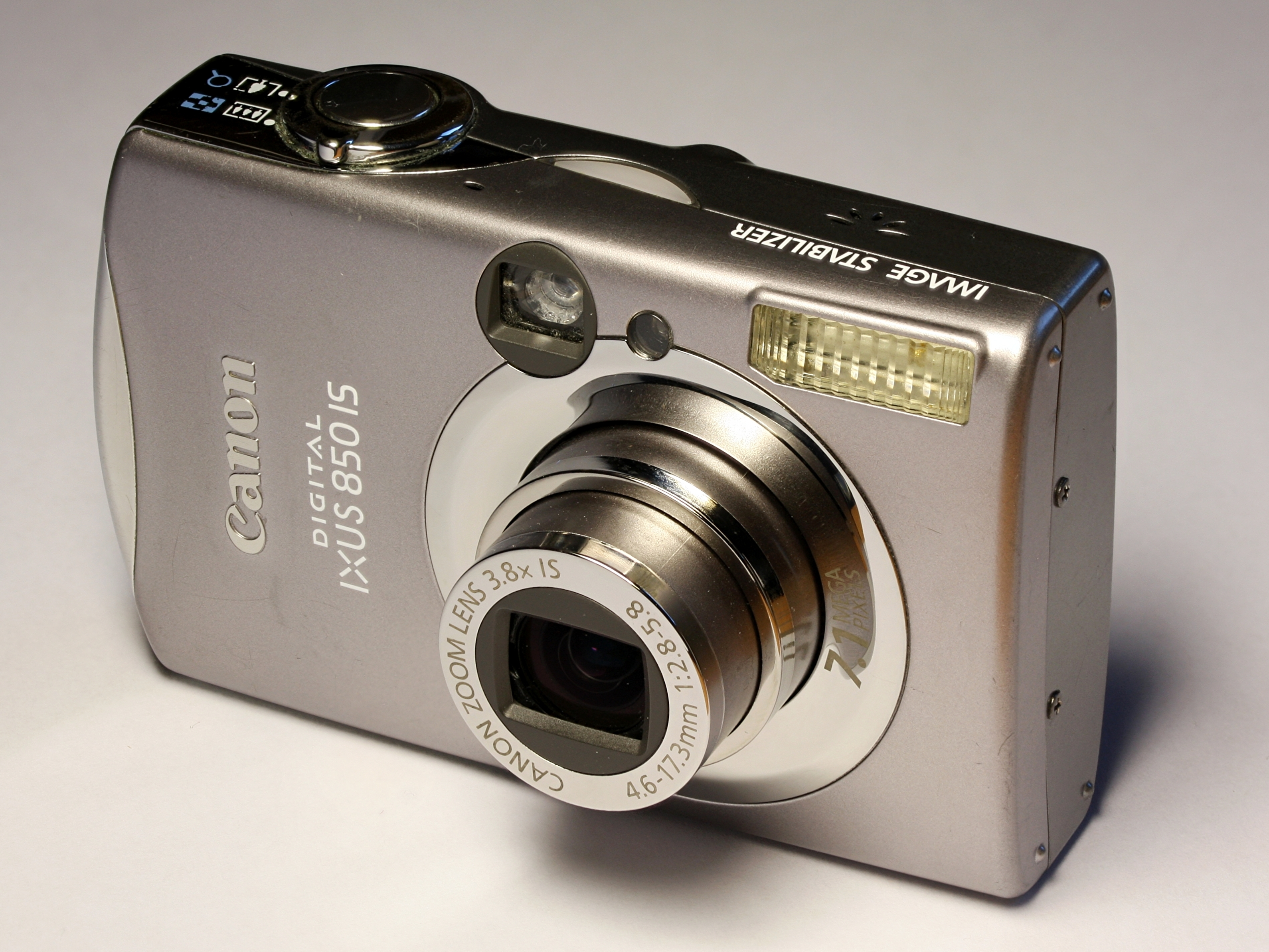
دوربین کامپکت

### دوربین‌های ورزشی
دوربین‌های اکشن (به انگلیسی: Action camera) که در ایران به دوربین‌های ورزشی شهرت دارد، دوربین‌های کوچک و سبکی هستند که بیشتر برای ضبط لحظات ورزشی بکار می‌روند. ثبت تصاویر با نمای انگل (به انگلیسی: Angle) از ویژگی‌های این دوربین‌هاست. این دوربین‌ها قطعات جانبی زیادی دارند که قابلیت نصب بر هر موضع در بدن فرد را فراهم می‌آورد. این دوربین‌ها می‌تواند به سر، کلاه، مچ، دست، اسکیت برد، دوچرخه، موتور سیکلت یا هر موضوع دیگر قرار بگیرد. حسگرهای این دوربین‌ها از نوع CMOS است.

### دوربین تمام نما
دوربین تمام نما (به انگلیسی: omnidirectional camera) قابلیت ثبت هم‌زمان ۳۶۰ درجه را داراست. از کاربردهای این دوربین می‌توان در سیستم بینایی رباتها اشاره نمود.

### دوربین‌های بریج
دوربین بریج (به انگلیسی: Bridge camera) را می‌توان حد واسط دوربین‌های DSLR و دوربین‌های کامپکت دانست. این دوربین از نظر شکل شبیه به دوربین‌های DSLR است اما از نظر اندازه از آنها کوچکتر است. این دوربین‌ها همچون دوربین‌های کامپکت قابلیت تعویض لنز و نصب فلاشر را ندارند.

### دوربین بدون آینه
دوربین بدون آینه (به انگلیسی: Mirrorless interchangeable-lens camera) برخلاف دوربین‌های DSLR فاقد آینه و نمایاب اپتیکال یا نوری است. نمای روبرو به‌صورت الکترونیکی از روی حسگر دوربین خوانده می‌شود. این دوربین‌ها همچون دوربین‌های DSLR قابلیت تعویض لنز را دارد.

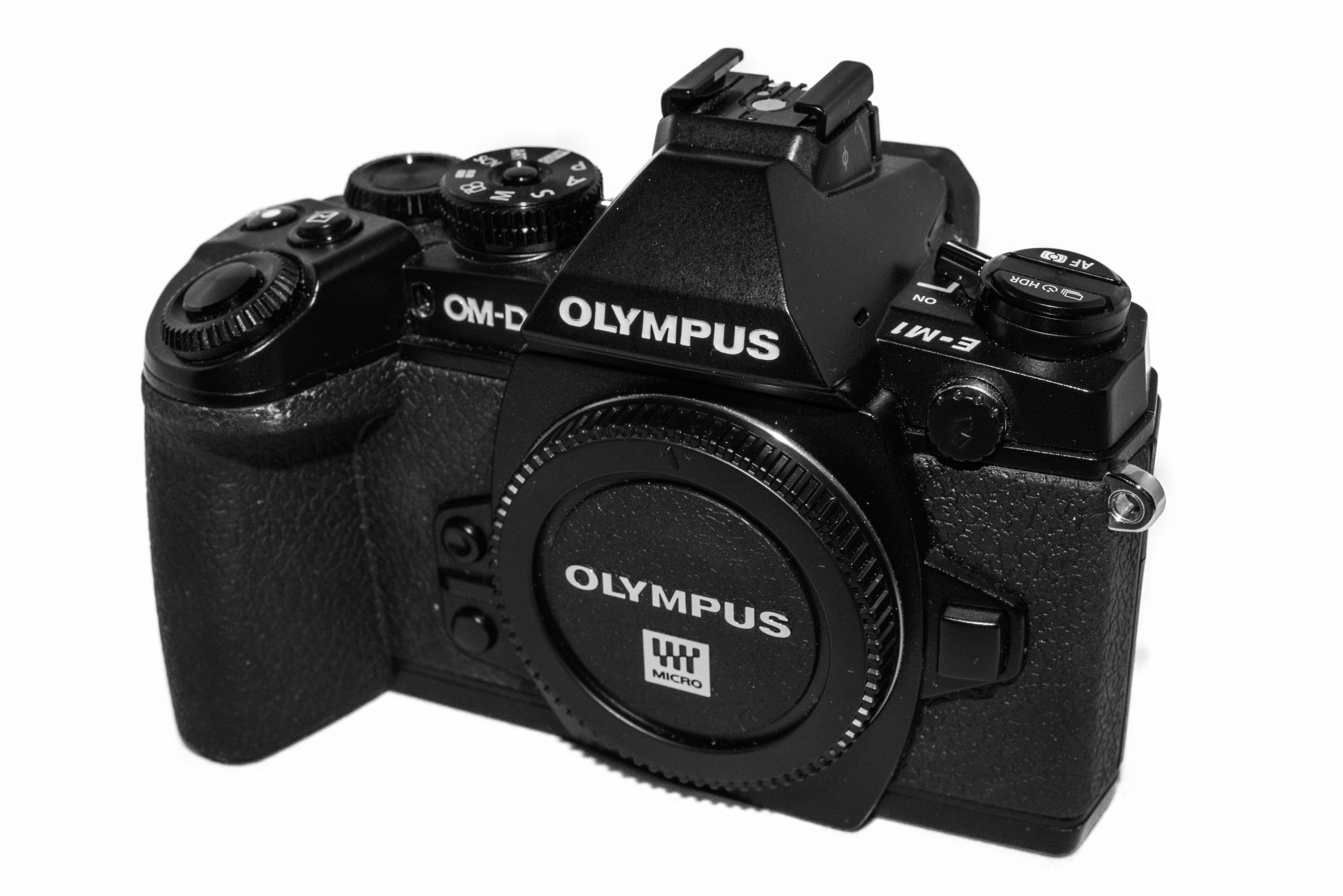
دوربین دیجیتال تک‌لنزی غیربازتابی

### دوربین دیجیتال تک‌لنزی غیر انعکاسی
دوربین دیجیتال تک‌لنزی غیربازتابی یا غیر انعکاسی (به انگلیسی: Rangefinder camera) نوع دیجیتال دوربین تک‌لنزی غیربازتابی است. در این دوربین‌ها عکاس سوژه را مستقیم و بدون ارتباط با لنز در کادر مستقلی می‌بیند.

## مزیت‌های دوربین‌های دیجیتال
- مخابره: شاید مهم‌ترین و اصلی‌ترین دلیل تولید دوربین دیجیتال را بتوان مخابره نامید چرا که تولید آن پس از درخواست موسسات تحقیقات فضایی از تولیدکنندگان تجهیزات عکاسی برای تصویری قابل مخابره جهت تحقیقات فضایی شکل گرفت
- هزینهٔ کمتر: به لحاظ اینکه در هر دوره عکاسی دیگر احتیاج به خرید، ظهور و چاپ فیلم نیست.
- مقدار خطای کمتر: به علت پیش نمایش بهتر عکس و نشان دادن عکس در همان زمان می‌توان در صورت مشاهدهٔ خطایی فاحش عکس را مجدد ثبت کرد در صورتی که در عکاسی آنالوگ پس از مرحلهٔ ظهور می‌توان چنین تشخیصی داد که معمولاً دیر است.
- مقدار ریسک پایین: از بین رفتن یا افت کیفیت شدید فیلم به علت زمان، حرارت، و نور دیدگی، خطای ظهور، چاپ، تاریخ فیلم و… طبیعتاً حذف شده و جای خود را از لحاظ ریسک تنها به خطاهای الکترونیکی بسیار ناچیز می‌دهد.
- نگهداری بهتر: امکان آرشیو میلیون‌ها عکس در یک فضای بسیار کم با ماندگاری بسیار طولانی‌تر
- عکس‌برداری متوالی:در دوربین‌های آنالوگ به‌طور معمول بیشترین تعداد عکس برداری متوالی بیشتر از ۳۶ عدد (به لحاظ تعداد کاست) نمی‌شد به غیر از مواردی خاص که گاهی تا ۳۶۰ عدد اضافه می‌شد (با حجمی مزاحم) ولی با زحمتی چندین برابر برای تعویض فیلم! در صورتی که در دوربین‌های جدید دیجیتال با فشار دادن دکمه شاتر می‌توان بیش از هزاران عکس را بدون توقف در یک کارت حافظه بسیار کوچک جا داد.
- گستره پویایی بیشتر از فیلم منفی

## نگارخانه

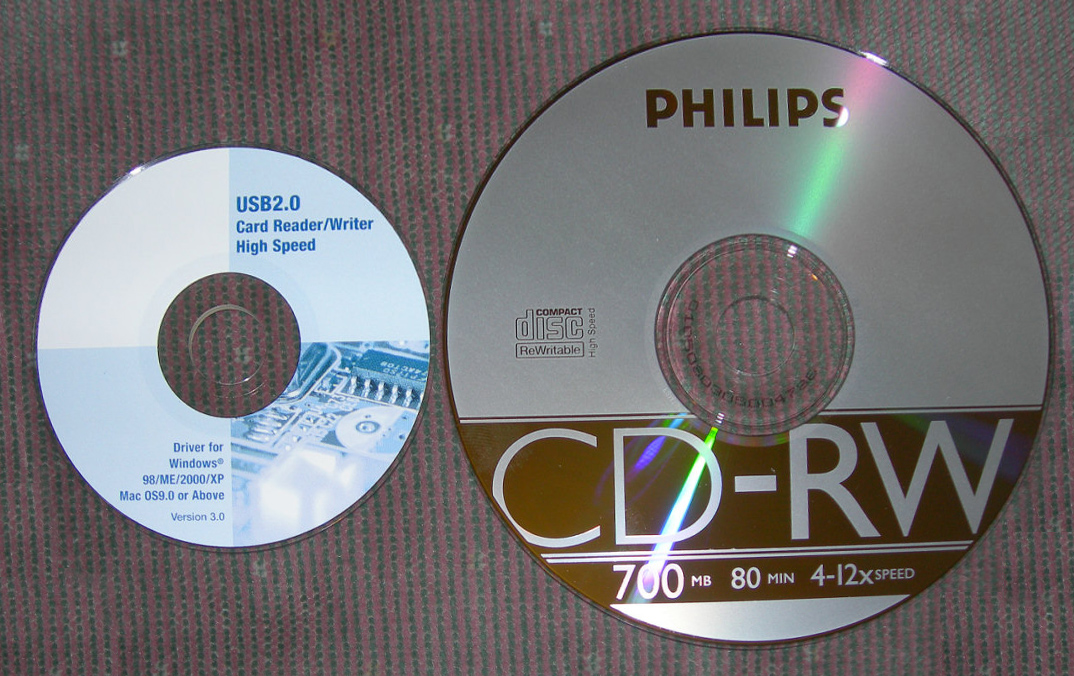
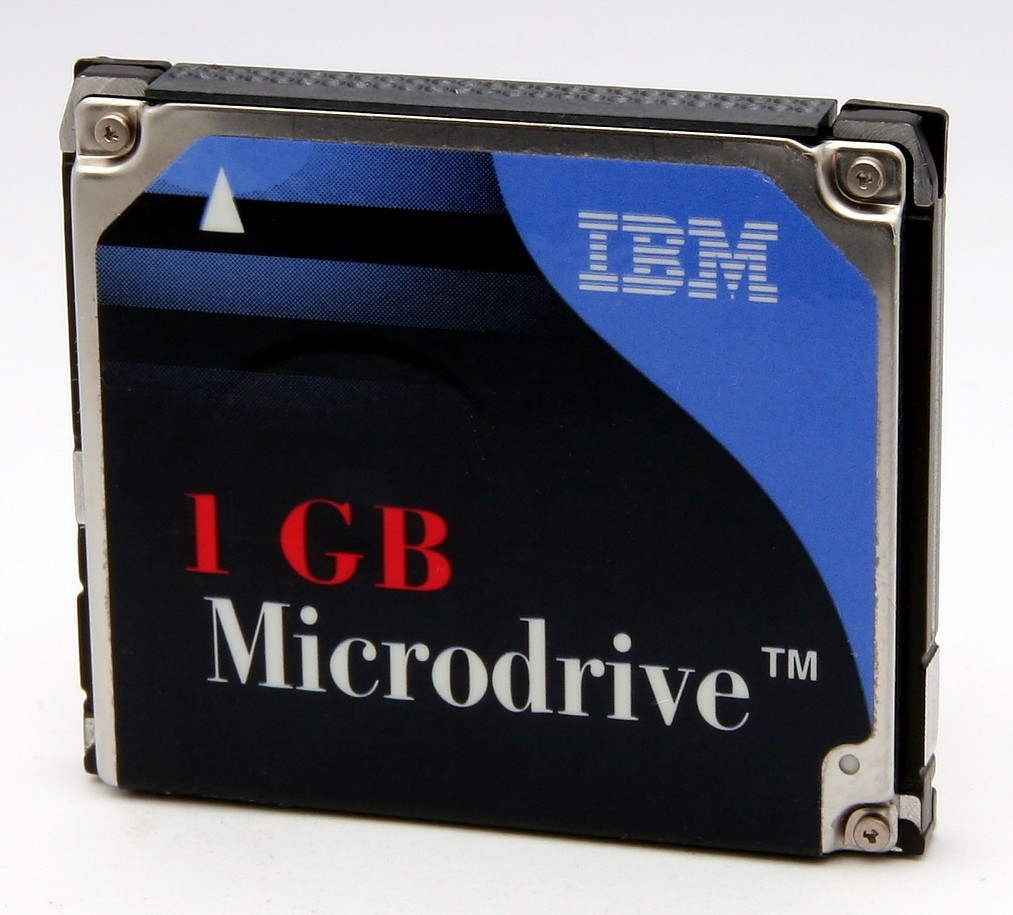
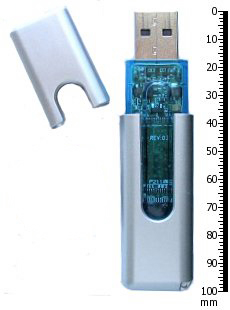
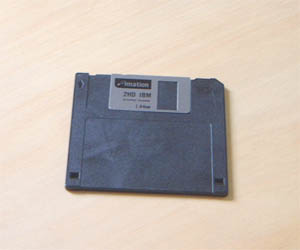